# Тюли (Ханты-Мансийский район)
Тюли — село в России, находится в Ханты-Мансийском районе, Ханты-Мансийского автономного округа — Югры. Входит в состав Сельского поселения Выкатной.
Почтовый индекс — 628512, код ОКАТО — 71129940001.

## Статистика населения
| Год  | Численность постоянного населения (среднегодовая) |
| ---- | ------------------------------------------------- |
| 2002 | 431                                               |
| 2008 | 352                                               |
| 2010 | 277                                               |

## Климат
Климат резко континентальный, зима суровая, с сильными ветрами и метелями, продолжающаяся семь месяцев. Лето относительно тёплое, но быстротечное.